# François Milazzo
François Milazzo (Meknès, 9 febbraio 1934 – Marsiglia, 12 gennaio 1967) è stato un calciatore francese, di ruolo centrocampista.

## Biografia
Detto Fanfan, è morto all'età di 32 anni a causa della porfiria.

## Carriera
Ha totalizzato 192 presenze e 31 reti nella massima divisione francese, di cui 166 nel Nizza con cui vinse due titoli nazionali e disputò 11 incontri di Coppa dei Campioni.

## Palmarès
- Campionato francese: 2

Nizza: 1955-1956, 1958-1959